# Dendrospora polymorpha
Dendrospora polymorpha är en svampart som beskrevs av A. Roldán & Descals 1987. Dendrospora polymorpha ingår i släktet Dendrospora, divisionen sporsäcksvampar och riket svampar.   Inga underarter finns listade i Catalogue of Life.